# Manti
|  | Aquest article tracta sobre el poble americà. Si cerqueu el plat, vegeu «Mantı». |

Manti és una població dels Estats Units a l'estat de Utah. Segons el cens del 2000 tenia 3.040 habitants.

## Demografia
Segons el cens del 2000, Manti tenia 3.040 habitants, 930 habitatges, i 742 famílies. La densitat de població era de 601,9 habitants per km².
Dels 930 habitatges en un 46,7% hi vivien nens de menys de 18 anys, en un 68% hi vivien parelles casades, en un 9,7% dones solteres, i en un 20,2% no eren unitats familiars. En el 18,8% dels habitatges hi vivien persones soles l'11,6% de les quals corresponia a persones de 65 anys o més que vivien soles. El nombre mitjà de persones vivint en cada habitatge era de 3,25 i el nombre mitjà de persones que vivien en cada família era de 3,74.
Per edats la població es repartia de la següent manera: un 38,1% tenia menys de 18 anys, un 10,6% entre 18 i 24, un 20,6% entre 25 i 44, un 17,6% de 45 a 60 i un 13,2% 65 anys o més.
L'edat mediana era de 26 anys. Per cada 100 dones de 18 o més anys hi havia 91,1 homes.
La renda mediana per habitatge era de 32.844 $ i la renda mediana per família de 37.163 $. Els homes tenien una renda mediana de 30.156 $ mentre que les dones 22.500 $. La renda per capita de la població era de 12.677 $. Entorn de l'11,4% de les famílies i el 13% de la població estaven per davall del llindar de pobresa.

## Poblacions més properes
El següent diagrama mostra les poblacions més properes.